# Przykłady grup

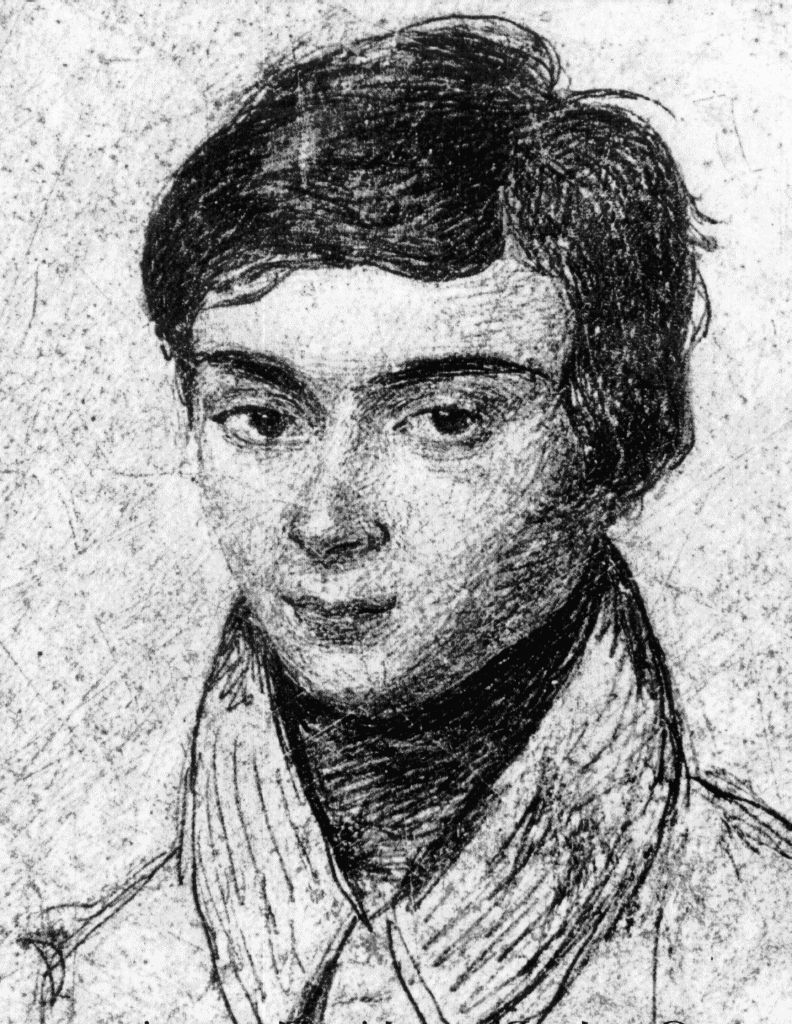
Évariste Galois (1811–1832), pionier teorii grup

Jest to spis przykładowych grup w sensie matematycznym, pochodzących z różnych działów matematyki, zarówno elementarnej, jak i wyższej. Przykładów grup dostarczają między innymi teoria mnogości, arytmetyka, algebra i geometria – grupy są tworzone między innymi przez zbiory, liczby, funkcje, macierze i wektory. Poniższa lista ma kilkadziesiąt punktów, przy czym niektóre z nich są opisem nieskończonych zbiorów grup.

## Grupy z dodawaniem

Oś liczbowa – interpretacja geometryczna zbioru liczb rzeczywistych

Wektory na płaszczyźnie mogą być dodawane i odejmowane, a przez własności tych działań tworzą grupę addytywną

W tych grupach działaniem jest dodawanie. Takie grupy bywają zaliczane do addytywnych, ale nie zawsze, ponieważ ten termin ma też inne znaczenia, opisane w odpowiednim artykule.

### Dodawanie liczb
- Liczby całkowite[2][3] {\displaystyle \mathbb {Z} ;}
  - liczby parzyste lub dowolny zbiór wielokrotności ustalonej liczby całkowitej[4] {\displaystyle n\mathbb {Z} ,n\in \mathbb {Z} ;}
  - w szczególności zero z dodawaniem to przykład grupy trywialnej[5];
- liczby wymierne[4][3] {\displaystyle \mathbb {Q} ;}
- liczby rzeczywiste[4][3] {\displaystyle \mathbb {R} ;}
  - liczby rzeczywiste postaci {\displaystyle a+b{\sqrt {2}}}, gdzie liczby {\displaystyle a,b} są wymierne[6]: {\displaystyle a,b\in \mathbb {Q} ;}
- liczby zespolone[4] {\displaystyle \mathbb {C} ;}
- liczby całkowite modulo dowolna liczba całkowita dodatnia[7] {\displaystyle \mathbb {Z} _{n},n\in \mathbb {Z} _{+};}
- liczby rzeczywiste modulo 1 {\displaystyle (\mathbb {R} /(1))} – przedział {\displaystyle [0;1)} z działaniem[8]:

{\displaystyle a\oplus b={\begin{cases}a+b&{\text{dla }}a+b<1\\a+b-1&{\text{dla }}a+b\geqslant 1;\end{cases}}}
- analogiczny zbiór liczb rzeczywistych modulo dowolna liczba rzeczywista dodatnia[9]: {\displaystyle \mathbb {R} /(d),d\in \mathbb {R} _{+};}
  - analogiczny zbiór liczb wymiernych modulo dowolna liczba wymierna dodatnia[9]: {\displaystyle \mathbb {Q} /(d),d\in \mathbb {Q} _{+}.}

### Dodawanie innych obiektów
- Potęgi kartezjańskie powyższych zbiorów – zbiory krotek złożonych z ich elementów, np. {\displaystyle \mathbb {Z} ^{n}=\mathbb {Z} \times \mathbb {Z} \times ...\times \mathbb {Z} ,\ \mathbb {Q} ^{n},\ \mathbb {R} ^{n},\ \mathbb {C} ^{n}} itd., z dodawaniem odpowiednich elementów[9]:

{\displaystyle (a_{i})_{i=1}^{n}+(b_{i})_{i=1}^{n}=(a_{i}+b_{i})_{i=1}^{n}.}
Niektóre z nich są nazywane przestrzeniami współrzędnych, a {\displaystyle \mathbb {R} ^{n}} – przestrzeniami kartezjańskimi;
- wektory na prostej, płaszczyźnie lub w dowolnej innej przestrzeni euklidesowej[9];
- zbiory wielomianów o współczynnikach z powyższych grup: {\displaystyle \mathbb {Z} [X],\ \mathbb {Q} [X],\ \mathbb {R} [X],\ \mathbb {C} [X]} itp.[11]

## Grupy z mnożeniem liczb

Okrąg jednostkowy na diagramie Arganda – płaszczyźnie zespolonej z kartezjańskim układem współrzędnych

W poniższych grupach działaniem jest mnożenie liczb:
- niezerowe liczby wymierne[11][3] {\displaystyle \mathbb {Q} _{\neq 0};}
  - jedynka i minus jedynka[4] {\displaystyle \{1,-1\};}
  - dodatnie liczby wymierne[7][3] {\displaystyle \mathbb {Q} _{+};}
  - jedynka z mnożeniem to inny przykład grupy trywialnej[5];
- niezerowe liczby rzeczywiste[4][3] {\displaystyle \mathbb {R} _{\neq 0};}
  - dodatnie liczby rzeczywiste[4][3] {\displaystyle \mathbb {R} _{+};}
  - liczby rzeczywiste postaci {\displaystyle a+b{\sqrt {2}}}, gdzie liczby {\displaystyle a,b} są wymierne i nie są jednocześnie zerowe: {\displaystyle a,b\in \mathbb {Q} ,(a,b)\neq (0,0)}[12];
- niezerowe liczby zespolone[4] {\displaystyle \mathbb {C} _{\neq 0};}
  - liczby zespolone o module jednostkowym[4][3] – grupa okręgu {\displaystyle \mathbb {C} _{1};}
  - pierwiastki algebraiczne ustalonego stopnia z jedynki[13]: {\displaystyle \mathbb {E} _{n}=\{z\in \mathbb {C} :z^{n}=1\}.}

Takie grupy bywają zaliczane do multiplikatywnych, ale nie zawsze, ponieważ ten termin ma też inne znaczenia, opisane w odpowiednim artykule.

## Grupy przekształceń

Wykres przykładowej funkcji liniowej w kartezjańskim układzie współrzędnych. Taka funkcja jest elementem pewnej grupy przekształceń

W ich przypadku działaniem jest złożenie funkcji. Elementami takich grup są funkcje, które jednocześnie:
- są wzajemnie jednoznaczne (bijektywne);
- mają przeciwdziedzinę równą dziedzinie – są to działania jednoargumentowe: {\displaystyle f:X\to X.}

### Funkcje rzeczywiste
- Rzeczywiste funkcje 1. stopnia[14]:

{\displaystyle f(x)=ax+b,\ a\in \mathbb {R} _{\neq 0},b\in \mathbb {R} ;}
- uogólnienie powyższych – rzeczywiste homografie[15]:

{\displaystyle f(x)={\frac {ax+b}{cx+d}},\ a,b,c,d\in \mathbb {R} ,\ }{\displaystyle ad-bc\neq 0;}
- cztery przykłady takich homografii, konkretniej proporcjonalności – dwóch prostych i dwóch odwrotnych[14]:

{\displaystyle id(x)=x,\ f(x)=-x,\ g(x)={\frac {1}{x}},}
{\displaystyle h(x)=f\circ g(x)=g\circ f(x)=-{\frac {1}{x}};}
Tablica Cayleya tej grupy:
| {\displaystyle \circ } | {\displaystyle id} | {\displaystyle f}  | {\displaystyle g}  | {\displaystyle h}  |
| ---------------------- | ------------------ | ------------------ | ------------------ | ------------------ |
| {\displaystyle id}     | {\displaystyle id} | {\displaystyle f}  | {\displaystyle g}  | {\displaystyle h}  |
| {\displaystyle f}      | {\displaystyle f}  | {\displaystyle id} | {\displaystyle h}  | {\displaystyle g}  |
| {\displaystyle g}      | {\displaystyle g}  | {\displaystyle h}  | {\displaystyle id} | {\displaystyle f}  |
| {\displaystyle h}      | {\displaystyle h}  | {\displaystyle g}  | {\displaystyle f}  | {\displaystyle id} |
- sześć przykładów rzeczywistych homografii[15]:

{\displaystyle id(x)=x,\ f(x)=1-x,\ g(x)={\frac {1}{x}},}
{\displaystyle k(x)=f\circ g(x)=1-{\frac {1}{x}}={\frac {x-1}{x}};}
{\displaystyle l(x)=g\circ f(x)={\frac {1}{1-x}};}
{\displaystyle m(x)=g\circ k(x)={\frac {x}{x-1}};}
- bijekcje zbioru liczb rzeczywistych w siebie, dla których {\displaystyle f(1)=1}, czyli jedynka jest punktem stałym[17]; por. stabilizator;
- bijekcje zbioru liczb rzeczywistych w siebie, dla których {\displaystyle f(\mathbb {Q} )=\mathbb {Q} } – obrazem zbioru liczb wymiernych jest on sam[17]; por. zbiór niezmienniczy;
- bijekcje zbioru liczb rzeczywistych w siebie, które są rosnące[17];
- bijekcje zbioru liczb rzeczywistych w siebie, które są ściśle monotoniczne[17].

### Inne funkcje

Trójkąt równoboczny ma trzy osie symetrii i zachowuje ustawienie przy trzech obrotach wokół środka – o 120°, 240° i 360°. Dlatego mówi się, że jego grupa diedralna ma 6 elementów. Jest ona izomorficzna z trzecią grupą permutacji:

- Grupy bijekcji – zbiór wzajemnie jednoznacznych przekształceń zbioru w siebie, czasem też nazywany grupą symetryczną[19] {\displaystyle S_{X},} gdzie {\displaystyle X} to dowolny zbiór;
  - grupy permutacji – bijekcji zbioru skończonego w siebie[20] {\displaystyle S_{n},n\in \mathbb {N} ;}
  - grupy alternujące – permutacji parzystych ustalonego zbioru[21] {\displaystyle A_{n},n\in \mathbb {N} ;}
  - funkcja tożsamościowa na dowolnym zbiorze {\displaystyle id(x)=x} to inny przykład grupy trywialnej[5];
- grupa izometrii płaszczyzny euklidesowej[14]: {\displaystyle I(E^{2});}
  - grupy diedralne – wszystkich izometrii własnych wielokąta foremnego[22]: {\displaystyle D_{n},n\in \mathbb {N} _{\geqslant 3};}
- pełne grupy liniowe – grupy wszystkich izomorfizmów liniowych ustalonej przestrzeni liniowej: {\displaystyle {\text{GL}}(n,K),} gdzie {\displaystyle n\in \mathbb {N} ,} a {\displaystyle K} to dowolne ciało[23]. Inne znaczenie terminu pełna grupa liniowa, związane z macierzami kwadratowymi, podano niżej.

## Grupy zmnożeniem macierzy
Macierze kwadratowe:
- odwracalne (nieosobliwe) elementów ustalonego ciała[24] i ustalonego wymiaru – taka grupa to jedno ze znaczeń terminu pełna grupa liniowa[25][26]: {\displaystyle {\text{GL}}(n,K).} Inne znaczenie tej nazwy podano wyżej;
- postaci[27]: {\displaystyle {\begin{bmatrix}1&a\\0&1\end{bmatrix}},\ a\in \mathbb {R} ;}
- postaci[15]: {\displaystyle {\begin{bmatrix}(-1)^{a}&a\\0&(-1)^{a}\end{bmatrix}},\ a\in \mathbb {Z} ;}
- postaci[14]: {\displaystyle {\begin{bmatrix}1&0&a\\0&1&0\\0&0&1\end{bmatrix}},\ a\in \mathbb {C} .}

## Inne grupy

Diagram Venna dla – różnica symetryczna zbiorów jest oznaczona fioletowo

Grupy są też tworzone przez działania dwuargumentowe inne niż dodawanie, mnożenie liczb, złożenie funkcji czy mnożenie macierzy.

### Grupy liczb
- Liczby całkowite {\displaystyle \mathbb {Z} } z działaniem[27]: {\displaystyle a\oplus b=(-1)^{a}a+(-1)^{b}b;}
- liczby wymierne bez jedynki {\displaystyle \mathbb {Q} _{\neq 1}} z działaniem[3]: {\displaystyle a*b=a+b-ab;}
- przedział otwarty {\displaystyle (1;+\infty )} z działaniem[28]: {\displaystyle a*b=ab-a-b+2.}

### Grupy innych obiektów
- Podzbiory ustalonego zbioru – czyli zbiór potęgowy – z działaniem różnicy symetrycznej[29][15]: {\displaystyle ({\mathcal {P}}(X),\Delta ),} gdzie:
  - {\displaystyle X} to dowolny zbiór;
  - {\displaystyle {\mathcal {P}}(X)} – jego zbiór potęgowy;
  - {\displaystyle \Delta } to różnica symetryczna: {\displaystyle A\Delta B=(A\cup B)\setminus (A\cap B).}
- Jeśli {\displaystyle (G,*)} jest dowolną grupą, a {\displaystyle X} – dowolnym zbiorem, to grupą jest też zbiór wszystkich funkcji na tym zbiorze i o wartościach w tej grupie, z odpowiednim działaniem na tych funkcjach[3]:

{\displaystyle G^{X}:=\{f:X\to G\},}
{\displaystyle (f*g)(x):=f(x)*g(x);}
- Jeśli jednocześnie:
  - {\displaystyle (G_{1},*)} jest dowolną grupą;
  - {\displaystyle f:G_{1}\to G_{2}} jest dowolną bijekcją na zbiorze {\displaystyle G_{1};}
  - działanie dwuargumentowe {\displaystyle \odot :G_{2}^{2}\to G_{2}} jest zdefiniowane wzorem

{\displaystyle a\odot b:=f(f^{-1}(a)*f^{-1}(b)),}
to {\displaystyle (G_{2},\odot )} jest grupą.